# РПД ВАЗ
РПД ВАЗ — семейство роторно-поршневых двигателей производства АвтоВАЗ.

## История создания и развития
Работы по созданию советского роторного двигателя начались в 1973 году с созданием на Волжском автозаводе специального конструкторского бюро. Первый опытный образец односекционного двигателя с индексом ВАЗ-301 был создан в 1976 году. Вскоре была выпущена опытная партия Жигулей с новым двигателем в количестве 50 штук, однако в течение первого полугода эксплуатации все они, кроме одного, вышли из строя. В 1982 году на выставке НТТМ в Москве был представлен новый вариант двигателя с индексом 311 на модификацию ВАЗ-21018.
В 1983 году были спроектированы уже двухсекционные двигатели ВАЗ-411 мощностью 120 л. с. и более мощный ВАЗ-413. Эти и последующие разработанные моторы устанавливались на автомобили МВД и КГБ (не только Волжского, но и Горьковского автозаводов!), и в розничную продажу не поступали.
Последняя модификация волжского роторного двигателя устанавливалась на мелкосерийные «Самары», а также ВАЗ-2110-91 и ВАЗ-2115-91.
24 марта 2004 года приказом генерального директора АвтоВАЗа, Виталия Вильчика, специальное конструкторское бюро роторно-поршневых двигателей (СКБ РПД) было ликвидировано. К 2007 году производственное оборудование демонтировано и утилизировано.

## В автоспорте
В течение 1980-х годов заводские пилоты ВАЗа начали применять роторно-поршневые двигатели в соревнованиях по автокроссу. Особенно активно внедрение происходило с 1987 года. Наиболее успешным стало использование этих силовых агрегатов на спортивно-кроссовых автомобилях. Так, Игорь Сладков в 1988 году выиграл несколько автокроссовых состязаний в СССР и дебютировал на этапе чемпионата Европы по автокроссу на полноприводном багги с 190-сильным двухсекционным вазовским РПД, с приведённым рабочим объёмом 2,6 л. Тогда же на заводе начались работы над созданием трёхсекционного РПД с приведённым рабочим объёмом 3,5 л и мощностью более 300 л. с.

## Основные модификации
| Модель | Мощность, л. с. | Назначение               | Год  | Применение                   | Примечание        |
| ------ | --------------- | ------------------------ | ---- | ---------------------------- | ----------------- |
| 301    | 70              | автомобиль               | 1975 | опытные образцы              |                   |
| 311    | 70              | ВАЗ-21018                | 1976 | мелкосерийное производство   |                   |
| 413    | 140             | ГАЗ-31028                | 1976 | опытные образцы              | для МВД           |
| 3181   | 90              | ВАЗ-2108                 | 1979 | опытные образцы              |                   |
| 411    | 120             | ВАЗ-21019, ВАЗ-21059     | 1979 | мелкосерийное производство   | для МВД (и КГБ?)  |
| 1182   | 40              | ВАЗ-1111 «Ока»           | 1983 | опытные образцы              |                   |
| 431    | 210             | ГАЗ                      | 1983 | опытные образцы              | 3-секционный РПД  |
| 4117   | 120             | ИЖ                       | 1987 | опытные образцы              |                   |
| 4133   | 155             | экраноплан «Волга-2»     | 1987 | опытные образцы              |                   |
| 414    | 110             | ЗАЗ-1102 «Таврия»        | 1987 | опытные образцы              |                   |
| 1186   | 40              | мотоцикл ИЖ              | 1989 | опытные образцы              |                   |
| 4132   | 140             | ВАЗ-21079                | 1992 | мелкосерийное производство   | для МВД           |
| 1188   | 55              | СЛА                      | 1993 | опытные образцы              |                   |
| 4265   | 270             | вертолёт «Актай»         | 1998 | конструкторская документация | для КВЗ           |
| 4161   | 165             | гидросамолёт «Л6М»       | 2001 | опытные образцы              | для КБ «Чайка»    |
| 415    | 140             | ВАЗ-2110-91, LADA Samara | 1993 | мелкосерийное производство   | свободная продажа |